# مايك شاناهان
مايك شاناهان (بالإنجليزية: Mike Shanahan)‏ هو لاعب كرة قدم ورجل أعمال أمريكي في مركز الدفاع، ولد في 29 أكتوبر 1939 في يونيفرسيتي سيتي في الولايات المتحدة، وتوفي في 15 يناير 2018. لعب مع Saint Louis Billikens men's soccer ‏.